# Асамов Салахітдін
Салахітдін Асамов (1930, тепер Узбекистан — 1997, Узбекистан) — радянський узбецький діяч, 1-й секретар Кашкадар'їнського обласного комітету КП Узбекистану. Депутат Верховної ради Узбецької РСР. Депутат Верховної Ради СРСР 7-го скликання.

## Життєпис
У 1955 році закінчив Московську ветеринарну академію.
У 1955—1961 роках — головний зоотехнік радгоспу, директор державного племінного заводу «Нішан» Каршинського району Сурхандар'їнської області.
Член КПРС з 1956 року.
У 1961—1962 роках — 1-й секретар Байсунського районного комітету КП Узбекистану Сурхандар'їнської області.
У 1962 році — начальник Гузарського територіального виробничого колгоспно-радгоспного управління Сурхандар'їнської області.
У грудні 1962 — квітні 1964 року — голова виконавчого комітету Самаркандської сільської обласної ради депутатів трудящих.
У лютому — 9 березня 1964 року — голова Організаційного бюро ЦК КП Узбекистану по Кашкадар'їнській області.
9 березня 1964 — 1968 року — 1-й секретар Кашкадар'їнського обласного комітету КП Узбекистану.
У 1968—1971 роках — 1-й заступник міністра сільського господарства Узбецької РСР.
24 лютого 1971 — 1974 року — голова виконавчого комітету Ташкентської обласної ради депутатів трудящих.
У 1974—1988 роках — начальник Управління пропаганди та впровадження досягнень науки, техніки та передового досвіду Міністерства сільського господарства Узбецької РСР; науковий співробітник Всесоюзного науково-дослідного інституту каракулеводства.
Потім — на пенсії. Помер у 1997 році.

## Нагороди
- три ордени Трудового Червоного Прапора (27.08.1971, 1972, 1973)
- медалі